# (35258) 1996 HN23
1996 HN23 (asteroide 35258) é um asteroide da cintura principal. Possui uma excentricidade de 0.13872970 e uma inclinação de 3.80030º.
Este asteroide foi descoberto no dia 20 de abril de 1996 por Eric Walter Elst em La Silla.